# Astragalus alpamarcae
Astragalus alpamarcae är en ärtväxtart som beskrevs av Asa Gray. Astragalus alpamarcae ingår i släktet vedlar, och familjen ärtväxter. Inga underarter finns listade i Catalogue of Life.